# Mirsad Hibić
Mirsad Hibić (né le 11 octobre 1973 à Zenica, Bosnie-Herzégovine) est un footballeur international bosnien qui évolue au poste de défenseur.

## Équipe nationale
- 36 sélections en équipe de Bosnie-Herzégovine  entre 1996 et 2004.